# Marcelo Álvarez
Marcelo Raúl Álvarez (Córdoba, Argentina, 27 de febrero de 1962) es un tenor argentino que, radicado en Milán, realiza una carrera internacional con un repertorio que abarca el bel canto, el repertorio verista y el verdiano.

## Biografía
Estudió canto en La Escuela de Niños Cantores de Córdoba, hizo la carrera de economía y se ocupó del negocio de mueblería de sus padres.
En 1994 cantó en el Teatro del Libertador General San Martín de Córdoba el papel del conde Almaviva de El barbero de Sevilla, Nemorino en el Teatro Roma y en el Teatro Avenida de Buenos Aires la zarzuela Luisa Fernanda.
Después de infructuosas audiciones en el Teatro Colón de Buenos Aires, en 1995 marchó a Europa, donde debutó en La sonámbula de Bellini en el Teatro La Fenice de Venecia ese mismo año, después de ganar la competencia lírica de Pavía.
Siguieron debuts en Génova, Zúrich, Turín, París, Viena, Londres, el Metropolitan Opera de New York
, Teatro romano de Orange, la Arena de Verona, La Scala de Milán y otras casas de ópera.
En 1997, debutó en el Teatro Colón como el Duque en Rigoletto de Verdi.
Sobrino del humorista El Negro Álvarez.

## Repertorio
Los principales personajes que abordó son Werther, Duca (Rigoletto), Des Grieux (Manon), Maurizio (Adriana Lecouvreur), Andrea Chénier, Manrico (Il trovatore), Riccardo (Un ballo in maschera), Edgardo (Lucia di Lammermoor), Les contes d'Hoffmann (Hoffmann), Roméo et Juliette (Romeo), Faust (Faust), La Bohème (Rodolfo), Cavaradossi (Tosca), L'elisir d´amore (Nemorino), Lucrezia Borgia (Gennaro) y otros personajes.

## Premios
- 1995 – Concurso Pavia, Italia
- 1995 - Leyla Gencer Voice Competition, Estambul
- 2000 – Gold Camera Award, 33rd Annual International Film and Video Festival
- 2000 – Honorable mention, Columbus International Film and Video Festival
- 2000 – Cantante clásico del año - Premio ECHO Klassik
- 2002 – Cantante clásico del año - Echo Klassik
- 2007 – La Martesana Opera Award, Associazione Musicale Harmonia
- 2009 – Premio Konex de Platino, Cantante Masculino de la década, Argentina.[14]
- 2019 - Premio Konex de Platino, Cantante Masculino de la década, Argentina.

## Discografía
- Bel Canto, 1998, Sony Classical.
- Berlín Gala, 1999, Polygram Records. Berlín Gala
- Marcelo Álvarez Sings Carlos Gardel, 2000, Sony Classical.
- French Arias, 2001, Sony Classical.
- Duetto con Salvatore Licitra, 2003, Sony Classical.
- Manon – Massenet, 2003, Sony Classical.
- The Tenor's Passion, 2004, Sony Classical.
- Lucia di Lammermoor – Donizetti, 2005, La Voce
- Festliche Operngala, 2005, RCA.
- Marcelo Álvarez: The Verdi Tenor, 2009, Decca.
- Marcelo Álvarez: Tenorissimo!, 2010, Sony Classical.

## Filmografía
- Marcelo Álvarez In Search of Gardel, 2000, Bullfrog Films.
- Songs of Love & Desire, 2002, TDK.
- Verdi Gala, 2002, TDK.
- Rigoletto – Verdi, 2002, BBC Opus Arte.
- Manon – Massenet, 2003, TDK.
- Duetto, 2003, Sony Classical.
- Lucia di Lammermoor – Donizetti, 2004, TDK.
- La Bohème – Puccini, 2004, TDK.
- Lucia di Lammermoor – Donizetti, 2005, La Voce
- Mariella Devia & Marcelo Álvarez, 2005, La Voce, Inc.
- Werther – Massenet, 2005, TDK.
- Festliche Operngala, 2005, United Motion. Deutschen Oper
- DVD Sampler Opera ‘06, 2006, TDK.
- Rigoletto – Verdi, 2006, TDK.
- Tosca – Puccini, 2007, TDK.
- Un ballo in maschera - Verdi, 2010, Opus Arte. DVD
- Adriana Lecouvreur – Cilea, 2010, Arthaus Musik.
- Tosca - Puccini, 2010, Virgin Classics.
- Il trovatore - Verdi, 2012, Deutsche Grammophon.
- Un Ballo in Maschera - Verdi, 2013, Deutsche Grammophon.